# Claudine Ledoux
Pour les articles homonymes, voir Ledoux.
Claudine Ledoux, née le 10 janvier 1959 à Givet (Ardennes), est une diplomate et femme politique française.
Adhérente du Parti socialiste, elle est députée, ambassadrice déléguée à la coopération régionale pour la région de l'océan Indien, puis ambassadrice de France au Laos.

## Biographie
Ancienne intervenante au sein de l’École normale d'instituteurs de Charleville-Mézières (transformée par la suite en IUFM) dans le cadre de la formation continue des enseignants du premier degré, elle est élue à l'Assemblée nationale en 1997. Elle devient députée de la première circonscription des Ardennes en réunissant 45,41% dans une triangulaire avec le député sortant Michel Vuibert (UDF) et le Front national. Elle fait partie de la Commission d'enquête sur l'état des droits de l'enfant en France, contribuant à la création du Défenseur des enfants. Elle rédige un rapport parlementaire sur les droits des citoyens dans leurs relations avec les administrations.
Elle est élue au conseil général pour le canton de Mézières-Est de 1998 à 2001, elle remplace Lucien Bauchart, mort pendant son mandat en 1998. En 2001, elle est élue maire de Charleville-Mézières face au maire sortant Louis Auboin (DVG) et à la droite. Elle participe à la mise en place de la Communauté d'agglomération de Charleville-Mézières, qu'elle préside.
Elle perd son siège de député à l'occasion des élections législatives de 2002, réunissant 46,02 % des voix face à l'UMP Bérengère Poletti.
En 2004, elle est élue au conseil régional de Champagne-Ardenne. Elle est vice-présidente de la Région, déléguée aux Relations internationales, aux questions européennes et aux coopérations transfrontalières.
Elle échoue à reconquérir la première circonscription des Ardennes en 2007 avec 40,48 % des suffrages contre 59,52 % pour Bérengère Poletti.
Membre d'ATTAC, de la Ligue des droits de l'homme, au Parti socialiste, elle est proche de Laurent Fabius. Elle est reconduite au Conseil national du PS en 2005 et en 2008.
Elle conduit une liste d'union de la gauche (PS-PC-Verts-PRG) aux élections municipales de 2008. Après avoir réuni 47,28 % des voix au premier tour, elle l'emporte au second face à la député Bérengère Poletti avec 55,80 %.
Elle est candidate aux primaires socialistes dans la deuxième circonscription des Ardennes pour les élections législatives de 2012, mais elle n'accède pas au second tour. Finalement, elle est sollicitée par la fédération des Ardennes pour être candidate dans la première circonscription, à cause de l'inéligibilité de Nathalie Dahm. Avec 44,70 % des voix, elle est à nouveau battue par Bérengère Poletti.
Elle annonce en septembre 2013 qu'elle ne se représente pas aux élections municipales de 2014.

### Diplomatie
À la fin de ce mois et pour avoir été nommée ambassadrice déléguée à la coopération régionale dans la zone de l'océan Indien, elle démissionne de son poste de maire, de présidente de communauté d'agglomération et de vice-présidente du conseil régional, tout en restant conseillère municipale et régionale. Elle reste en fonction jusqu'au 13 juillet 2015
Elle est nommée le 26 juin 2015 ambassadrice de France auprès de la République démocratique populaire du Laos par le gouvernement Valls II, et ce jusqu'au 6 septembre 2018,.

## Distinctions
- Chevalier de la Légion d'honneur (1er janvier 2013[16])

- Chevalier de l'ordre des Palmes académiques (2003)

## Synthèse des résultats électoraux

### Élections législatives
| Année | Parti  | Parti | Circonscription  | 1er tour | 1er tour | 1er tour | 2d tour | 2d tour | 2d tour | Issue |
| Année | Parti  | Parti | Circonscription  | Voix     | %        | Rang     | Voix    | %       | Rang    | Issue |
| ----- | ------ | ----- | ---------------- | -------- | -------- | -------- | ------- | ------- | ------- | ----- |
| 1997  |        | PS    | 1re des Ardennes | 12 440   | 27,42    | 2e       | 22 843  | 45,41   | 1re     | Élue  |
| 2002  | 16 196 | PS    | 1re des Ardennes | 37,66    | 2e       | 19 198   | 46,02   | 2e      | Battue  |       |
| 2007  | 11 499 | PS    | 1re des Ardennes | 26,89    | 2e       | 16 870   | 40,48   | 2e      | Battue  |       |
| 2012  | 14 126 | PS    | 1re des Ardennes | 33,83    | 2e       | 18 339   | 44,70   | 2e      | Battue  |       |

### Élections municipales
| Année | Commune              | Liste         | Liste | 1er tour | 1er tour | 1er tour | 2e tour | 2e tour | 2e tour | Sièges |
| Année | Commune              | Liste         | Liste | Voix     | %        | Rang     | Liste   | %       | Rang    | Sièges |
| ----- | -------------------- | ------------- | ----- | -------- | -------- | -------- | ------- | ------- | ------- | ------ |
| 2001  | Charleville-Mézières |               | PS    | 15 249   | 53,28    | 1re      |         |         |         | NC     |
| 2008  | Charleville-Mézières | PS-PCF-LV-PRG | 6 149 | 37,98    | 2e       | 9 299    | 55,80   | 1re     | 35 / 45 |        |